# David Baldacci
David Baldacci, född 5 augusti 1960, är en amerikansk författare, född och bosatt i Virginia. Baldacci är utbildad jurist och arbetade som det i nio år, innan han blev författare på heltid. Hans böcker är utgivna på fler än fyrtiofem språk i över åttio länder och har sålt i mer än 110 miljoner exemplar. Alla titlarna har hamnat på The New York Times bestsellerlista och blivit internationella storsäljare. I Sverige ges David Baldacci ut av bokförlaget Bokfabriken.

### Kamelklubben
Kamelklubben består av fyra udda medlemmar som hyser och undersöker konspirationsteorier om Washingtons maktelit. Gruppen består av ledaren "Oliver Stone", datageniet Milton Farb, industriarbetaren Reuben Rhodes och bibliotekarien Caleb Shaw. De har valt att till större delen hålla sig utanför samhället och säger sig själva ha en uppgift; att ta reda på sanningen. 
1. Kamelklubben, 2006 (The Camel Club, 2005)
2. Samlarna, 2007 (The Collectors, 2006)
3. Förrädarna, 2009 (Stone Cold, 2007)
4. De rättfärdiga, 2010 (Divine Justice, 2008)
5. De sammansvurna, 2011 (Hell's Corner, 2010)

### King & Maxwell
Både Sean King och Michelle Maxwell har varit agenter inom United States Secret Service, men på grund av två av varandra oberoende misstag lämnar de Secret Service. De förs samman genom en serie av händelser och löser tillsammans ett antal fall.
1. Den gemensamma nämnaren, 2003 (Split Second, (2003)
2. Rollspel, 2004 (Hour Game, 2004)
3. Geniet, 2008 (Simple Genius, 2007)
4. Dubbelspel, 2013 (First Family, 2009)
5. The Sixth Man, 2011 (sv översättning saknas)
6. King And Maxwell, 2013 (sv översättning saknas)

### A. Shaw
En hemlig, statligt understödd, organisation bestående av välutbildade och starkt motiverade "agenter". A Shaw reser runt i världen tillsammans med bl.a. Katie James och Reggie Campion för att befria världen från ondska i alla dess former.
1. The Whole Truth, 2008 (sv översättning saknas)
2. Deliver Us From Evil, 2010 (sv översättning saknas)

### John Puller
Stridsveteranen John Puller är den bästa militära utredaren i den amerikanska arméns Criminal Investigation Division. Hans far är en legendar inom armén, medan hans bror avtjänar ett livstidsstraff för landsförräderi i ett federalt militärt fängelse. Puller har en okuvlig anda och en ohejdbar vilja att finna sanningen.
1. Dagen noll, 2013 (Zero Day, 2011)
2. De bortglömda, 2016 (The Forgotten, 2012)
3. Landsförrädaren, 2017 (The Escape, 2014)
4. Ingenmansland, 2018 (No Man's Land, 2016)

John Puller gästspelar även i Atlee Pine-seriens tredje bok "Mörkret före gryningen" ("Daylight")

### Will Robie
USA har hänsynslösa fiender som varken polisen, FBI eller militären kan stoppa. För att bekämpa dessa använder sig regeringen av den iskalle torpeden Will Robie, som aldrig ifrågasätter en order och som alltid träffar sina mål.
1. De oskyldiga, 2013 (The Innocent, 2012)
2. Attentatet, 2014 (The Hit, 2013)
3. De jagade, 2014 (The Target, 2014)
4. Den skyldige, 2015 (The Guilty, 2015)
5. Slutspel, 2018 (End Game, 2017)
6. Måltavlan, 2022 (Bullseye, 2014) E-bok ("Kamelklubben möter Will Robie")

Will Robie gästspelar även i Amos Decker-seriens sjätte bok "Mörkläggningen" ("Walk the Wire")

### Amos Decker
Amos Decker är en före detta professionell amerikansk fotbollsspelare som sadlat om till polis. Fotbollskarriären avslutades abrupt i hans första NFL-match i och med en brutal tackling av en motspelare. Efter olyckan fick han diagnosen hypertymesi - han minns i detalj allt som händer honom.  
1. Jakten på Amos Decker, 2015 (Memory Man, 2015)
2. Dödsdömd: Melvin Mars, 2016 (The Last Mile, 2016)
3. Fallet Walter Dabney, 2017 (The Fix, 2017)
4. Morden i Baronville, 2018 (The Fallen, 2018)
5. Frälsaren i Burlington, 2019 (Redemption, 2019)
6. Mörkläggningen, 2020 (Walk the Wire, 2019)
7. I lagens skugga 2022 (Long Shadows, 2022)

### Atlee Pine
FBI-agenten Atlee Pine är en stark kvinna med speciella färdigheter och en mörk barndom. När hon var 6 år kidnappades hennes tvillingsyster som hon sedan aldrig återsett. Tre decennier efter den fruktansvärda händelsen arbetar Atlee Pine för FBI:s Arizona-avdelning där hon ensam ansvarar för Grand Canyon. 
1. Lång väg till rättvisa, 2019 (Long Road To Mercy, 2018)
2. Minuten före midnatt, 2020 (A Minute To Midnight, 2019)
3. Mörkret före gryningen, 2020 (Daylight, 2020) (John Puller crossover)
4. Rättvisa före nåd, 2021 (Mercy, 2021)

### Aloysius Archer
Året är 1949. Krigsveteranen Aloysius Archer har precis avtjänat ett fängelsestraff för ett brott han inte begått. Hans övervakare har gett honom stränga order: anmäl dig med jämna mellanrum, skaffa ett jobb, drick ingen alkohol och umgås inte med kvinnor på glid.
1. Skulden, 2019 (One Good Deed, 2019)
2. Spelaren, 2021 (A Gambling Man, 2021)
3. Utpressaren, 2022 (Dream Town, 2022)

### Travis Devine
1. Passageraren 06:20, 2022 (The 6:20 Man, 2022)
2. Avgrunden, 2024 (The Edge, 2023)
3. Skyddsängeln, 2025 (To Die For, 2024)

### Mickey Gibson
1. Dödlig Lögn, 2023 (Simply Lies, 2023)

### Vega Jane (för unga läsare) - ej översatta till svenska
1. The Finisher, 2014
2. The Keeper, 2015
3. The Width of the World, 2017
4. The Stars Below, 2018